# Nisbethska skolan
Ej att förväxla med Nisbethska skolan (Uppsala)
Nisbethska skolan, också kallad bara Flickskolan; från 1902 Nisbethska elementarläroverket för flickor eller Elementarskolan för flickor i Kalmar, från 1936 Kommunala flickskolan i Kalmar, var en svensk flickskola verksam i Kalmar mellan 1862 och 1967. 

## Starten som privatskola
Skolan grundades som en privatskola år 1862 av Fredegunda Nisbeth. Den var ursprungligen en liten skola för privatelever i grundarens hem på Ölandsgatan 45 i det så kallade Nisbethska huset. Skolan växte och fler rum byggdes  om till klassrum.
Systern Georgina Nisbeth tog över skolan då systern dog 1875. Skolan bestod då av fem elementarklasser och fick namnet Nisbethska Elementarskolan för flickor.  Skolan flyttades till Lilla Hovet vid Larmtorget. I Kalmar fanns redan bland annat den mycket välkända flickskola som Cecilia Fryxell (1806-1883) drev på sin egendom Rostad. Vid nedläggandet av Fryxells flickskola år 1877 övergick eleverna till den Nisbethska skolan, som fick ett kraftigt uppsving. Skolan var 8-klassig och Georgina Nisbeths syster Alma anslöt till kollegiet. Som timlärare anlitades också lärare från stadens gymnasium.    
Nya lokaler inköptes 1888 på Norra Långgatan 1, som senare inhyste biografen Palladium. Språkundervisning med engelska, tyska och franska stod i centrum, och från 1897 undervisades också i latin. Flickskolan i Kalmar ville vara en framstående modern skola. Skolan införde ämnena biologi, fysik och kemi på skolschemat. Kalmar flickskola var en av de första att införa dessa ämnen i undervisningen. Skolan hämtade sina elever från mer välbeställda hem. Normen och förväntan i samhället var att det var de högre samhällsgrupperna som gick på privata flickskolor vilket terminsavgifterna medverkade till men också de sociala normerna. Georgina Nisbeth ledde skolan till 1902 då den överläts till Styrelsen för Elementarskolan för flickor.  

## Från privatskola till allmän skola
År 1902 då Georgina Nisbeth lämnade  skolan av åldersskäl övergick i Kalmar stads ägo och fick namnet Elementarskolan för flickor.  Skolan bestod av den egentliga elementarskolan med 8 årsklasser och en förberedande avdelning för både flickor och pojkar. Skolan hade då 192 elever i nio klasser. De förberedande klasserna hade fler pojkar än flickor som elever till början av 1930-talet. Pojkarna flyttades efter förberedande klasser till andra skolor. Den förberedande klassen upphörde 1931/32. Läsåret 1933/34 började skolan avveckla den 8-åriga linjen och införde en 7-årig och en 6-årig linje istället.  Den sjuåriga lärokursen hade antagning från fjärde årskursen i folkskolan och den sexåriga från den sjätte årskursen. Eleverna i de två högsta klasserna kunde välja mellan en teoretisk och en praktisk linje. För övergång till gymnasium ordnades särskilda kurser.   
Den nya föreståndaren, Anna Danielsson organiserade om verksamheten och omvandlade skolan från en privatskola till en skola av mer allmän typ. Skolan leddes av en styrelse med biskop samt ledamöter som valdes av stadsfullmäktige och landstinget. Skolan fick bidrag av kommunen och landstinget utöver tidigare erhållet statsbidrag. 

### Nytt skolhus
År 1907 flyttade skolan till ett nytt trevånings skolhus, ritad av stadsarkitekten J. Fred. Olsson. Byggnaden uppfördes vid Linnégatan 5. 1910 fick skolan rätt att utdela normalskolekompetens. Delar av undervisningen flyttades 1948 till Carlbergsvillan. 1956 kom Märta Afzelius väggbonad Näcken till skolans samlingssal.  

### Skolans sista år
När de högre läroverken öppnade för flickor 1927 minskade antalet elever i flickskolan och 1930 beslöt  kommunen att ta över skolan som blev kommunal flickskola med 6- och 7-årig utbildning. 1936 fick skolan namnet Kommunala flickskolan i Kalmar. År 1955 fick skolan en femårig realskolelinje med anslutning till folkskolans fjärde klass. Den 1 juli 1958 trädde en ny lag om skolstyrelser i kraft. Samtliga skolformer fick en gemensam huvudman, Kalmar stads skolstyrelse. Den egna styrelsen för den kommunala flickskolan upphörde. År 1960 togs den första realexamen i flickskolan. 1964 beslutades skolstyrelsen att praktiska realskolan och kommunala flickskolan från den 1 juli 1964 skulle vara skolenhet med flickskolans rektor. Då ändrades namnet åter till Nisbethska skolan. Den praktiska realskolan avvecklades läsåret 1965/66 och flickskolan bildade en enhet med grundskolans högstadium. 1967 avvecklades flickskolan.
Skolbyggnaden används av Institutionen för Kulturvetenskap och Institutionen för Språk och Litteratur vid Linnéuniversitetet, tidigare Högskolan i Kalmar.

## Historieskrivning
Kalmar flickskolas bakgrund har skildrats av Hilding Wibling i Flickskolan i Kalmar 100 år från 1962. Boken skrevs innan skolan lades ner 1967. Boken återger hur skolan grundades och utvecklades detaljerat. Wibling avslutar sitt arbete med en efterskrift där han poängterar att han velat ge en bild av Kalmar  flickskolas uppkomst och utveckling. Boken är skriven av en lekman som inte varit skolman vilket ofta var en brist men ibland en förtjänst.